# إرفينغ أدلر
إرفينغ أدلر (بالإنجليزية: Irving Adler) هو ناشط ورياضياتي وكاتب للأطفال وكاتب أمريكي، ولد في 27 أبريل 1913 في هارلم في الولايات المتحدة، وتوفي في 22 سبتمبر 2012 في بينينغتون في الولايات المتحدة بسبب سكتة.